# Caudron C.270 Luciole
El Caudron C.270 Luciole (libélula) fue un avión deportivo, de turismo y de entrenamiento, producido en Francia en los años 30 del siglo XX, derivado del C.230.

## Diseño y desarrollo
Era un biplano convencional con alas de un solo vano sin decalaje y misma envergadura. El piloto y un único pasajero se sentaban en cabinas abiertas. Presentaba un fuselaje recubierto de tela en lugar del de madera del C.230, y otros refinamientos, incluyendo superficies de control y tren de aterrizaje revisados, y un mecanismo simplificado de plegado de las alas.

## Historia operacional
El modelo se probó muy exitoso, con más de 700 máquinas construidas en la década que llevó a la Segunda Guerra Mundial. De estos, 296 ejemplares fueron comprados por el Gobierno francés para su programa de entrenamiento de pilotos, el Aviation Populaire. Muchos ejemplares entraron en servicio durante la guerra como avión de enlace, y los que sobrevivieron al conflicto fueron usados en la posguerra como remolcadores de planeadores en la Ecole de l'Air.

## Apariciones notables en los medios
- La 20th Century Fox usó dos Luciole en su película The Blue Max de 1966. Tenían el asiento trasero convertido en un puesto artillado con lo que parecían aviones de observación británicos. Uno de ellos sobrevive en el registro estadounidense.
- United Artists usó un Luciole en su película El Barón Rojo (lanzada en 1971).
- EMI Films usó un Luciole en su película Ases del cielo de 1976, esta vez reconvertido para parecer un Avro 504 británico.[1]

## Variantes

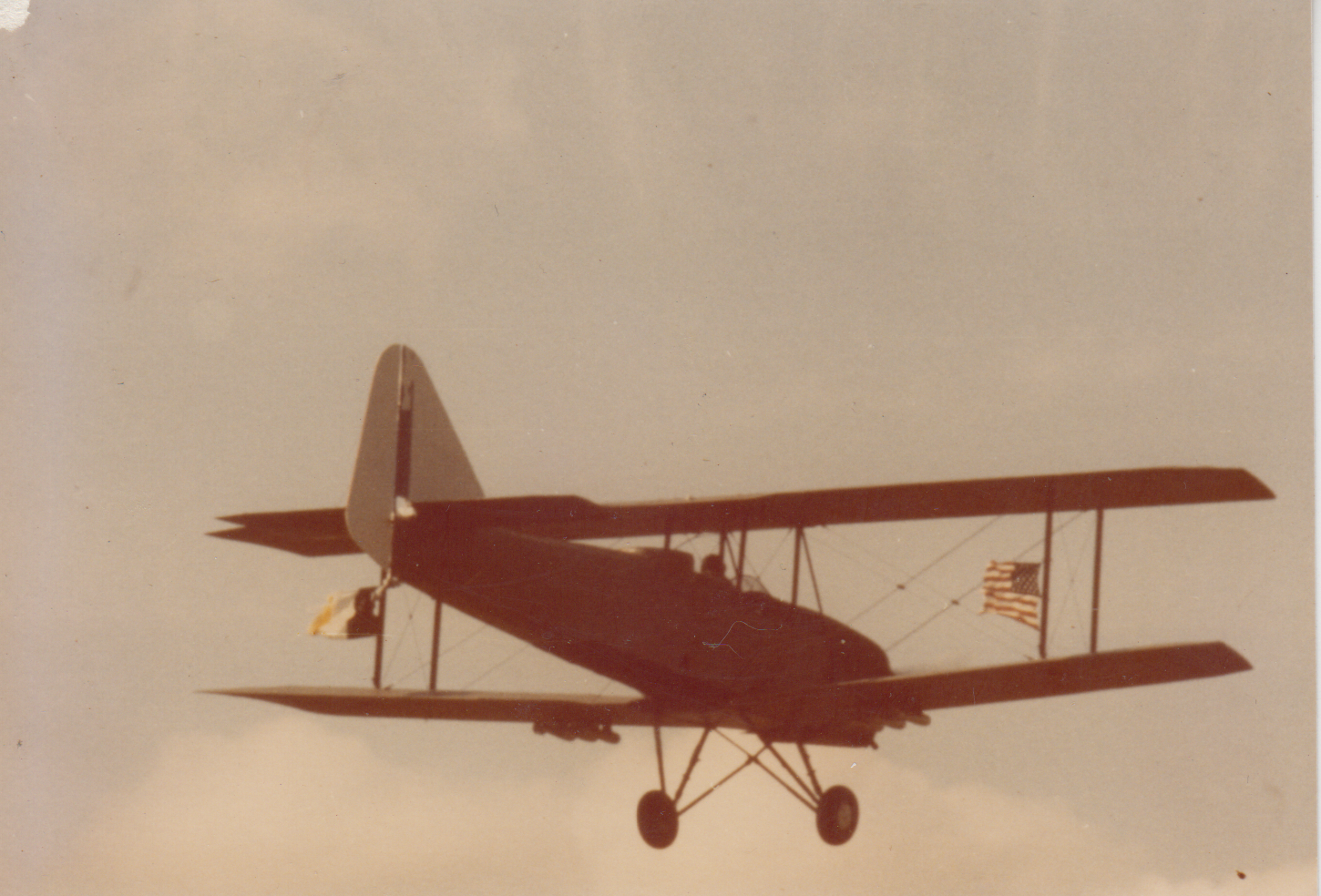
Caudron Luciole de Lynn Garrison el 4 de julio de 1970, durante la producción de El Barón Rojo de Roger Corman, con banderas estadounidense e irlandesa para celebrar el día.

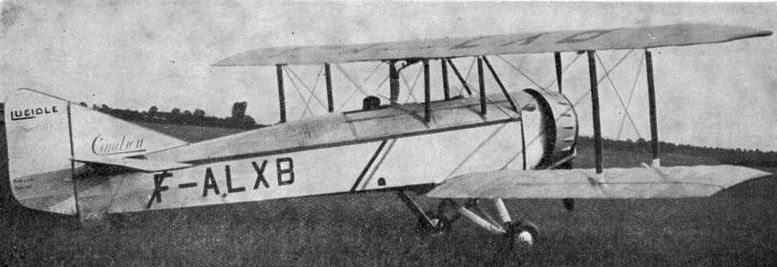
Foto del Caudron C.278 en L'Aérophile de septiembre de 1932.

C.270
Primera versión de producción con motor radial Salmson 7Ac, 82 construidos.
C.270/1
Versión con motor 7Ac2.
C.271
Versión con motor Lorraine 5Pc, uno construido.
C.271/2
Versión con motor Lorraine 5Pb.
C.272
Versión con motor lineal Renault 4Pb, 52 construidos.
C.272/2
Versión con motor Renault 4Pci con empenaje más alto y más puntiagudo, 22 construidos.
C.272/3
Versión con motor Renault 4Pdi con frenos de ruedas, 15 construidos.
C.272/4
Versión con motor Renault 4Pei con frenos de ruedas, 21 construidos.
C.272/5
Versión con motor Renault 4Pgi.
C.273
Versión con motor Michel 4A-14, 14 construidos.
C.274
Versión con motor Chaise 4Ba para el Salón de Le Bourget en París de 1932, uno construido.
C.275
Versión principal de producción derivada del C.272/5, pero sin el plegado de alas, 433 construidos.
C.276
Versión con motor de Havilland Gipsy III.
C.276H
Versión con motor Hirth HM 504 A-2, dos ejemplares remotorizados desde C.276.
C.277
Similar al C.272/4 sin el plegado de alas, 9 construidos.
C.277R
C.275 remotorizado con Renault 4Po3 tras la guerra, uno convertido.
C.278
Versión con nuevo tren de aterrizaje y motor Salmson 9Nc para competir en el Challenge International de Tourisme de 1932, uno construido.

## Operadores
España
- Fuerzas Aéreas de la República Española

 España
- Ejército del Aire

 Francia
- Armée de l'air

## Especificaciones (C.272)

### Características generales
- Tripulación: Uno (piloto)
- Capacidad: Un pasajero
- Longitud: 7,7 m (25,2 ft)
- Envergadura: 9,9 m (32,5 ft)
- Altura: 2,8 m (9,1 ft)
- Superficie alar: 24 m² (258,3 ft²)
- Peso vacío: 516 kg (1137,3 lb)
- Peso cargado: 780 kg (1719,1 lb)
- Planta motriz: 1× motor lineal invertido de 4 cilindros refrigerado por aire Renault 4Pb.
  - Potencia: 71 kW (98 HP; 97 CV)

### Rendimiento
- Velocidad máxima operativa (Vno): 158 km/h (98 MPH; 85 kt)
- Alcance: 500 km (270 nmi; 311 mi)
- Techo de vuelo: 4000 m (13 123 ft)

## Aeronaves relacionadas

### Desarrollos relacionados
- Caudron C.230

### Secuencias de designación
- Secuencia C._ (interna de Caudron): ← C.230 - C.240 - C.250 - C.270 - C.280 - C.320 - C.340 →
- Secuencia Numérica (Aeronaves del Ejército del Aire español, 1939-1945): ← 30 (III) - 30 (IV) - 30 (V) - 30 (VI) - 30 (VII) - 30 (VIII) - 30 (IX) →
- Secuencia L._ (Aeronaves Utilitarias del Ejército del Aire español, 1945-1954): L.1 - L.2 (I) - L.2 (II) - L.3 - L.4 →